# GENKI ROCKETS II -No border between us- Repackage
『GENKI ROCKETS II -No border between us- Repackage』（げんきロケッツ・ツー ノー・ボーダー・ビトウィーン・アス リパッケージ）は、2012年8月8日にソニー・ミュージックレコーズから発売された元気ロケッツのアルバムである。

## 概要
本作の約1年前に発売された前作『GENKI ROCKETS II -No border between us-』に変化を加えた元気ロケッツのリミックス・リパッケージアルバム。
アルバムタイトルにリパッケージとあるが再発売盤ではない。
ニコニコ動画を中心にインターネットを発信地として活躍する3人のクリエイター（kz、八王子P、sasakure.UK）らによるリミックス曲をはじめ、元気ロケッツの楽曲を制作するアゲハスプリングス所属クリエイター及び外部クリエイターによるリミックス曲や新曲2曲から構成されている。
またアルバムジャケットはクリエイター宇木敦哉による前作をモチーフにした描き下ろしイラストである。
新曲の「Revive」はユニリーバ・ジャパン「LUX」のCMソングに起用された。

## 収録曲

### CD
| 全作詞: 水口哲也、玉井健二、深野香。 |                                                             |                                      |                      |                             |      |
| #                                    | タイトル                                                    | 作詞                                 | 作曲                 | 編曲                        | 時間 |
| 1.                                   | 「Crystal fall」                                            | 水口哲也 、 玉井健二 、深野香 [ 2 ]  | 玉井健二、飛内将大   | 玉井健二、百田留衣          | 5:13 |
| 2.                                   | 「Revive」                                                  | 水口哲也 、 玉井健二 、深野香 [ 3 ]  | 玉井健二、Kaji       | 玉井健二、Integral Clover   | 4:03 |
| 3.                                   | 「Touch me (kz Remix)」                                     | 水口哲也 、 玉井健二 、深野香 [ 4 ]  | 玉井健二、古川貴浩   | kz (livetune)               | 6:16 |
| 4.                                   | 「make.believe (八王子P Remix)」                            | 水口哲也 、 玉井健二 、深野香 [ 5 ]  | 玉井健二、飛内将大   | 八王子P                     | 6:06 |
| 5.                                   | 「Hikari no tabi (sasakure.UK Broken Wonder Remix)」        | 水口哲也 、 玉井健二 、深野香 [ 6 ]  | 玉井健二、大川カズト | sasakure.UK                 | 4:38 |
| 6.                                   | 「Dreaming across stars (Bossa Rosa Mix)」                  | 水口哲也 、 玉井健二 、深野香 [ 7 ]  | 松浦友也             | 玉井健二、百田留衣          | 2:38 |
| 7.                                   | 「Flow (Child of Eden Mix)」                                | 水口哲也 、 玉井健二 、深野香 [ 8 ]  | 玉井健二             | 玉井健二、Nobuhiro Miyagawa | 3:22 |
| 8.                                   | 「Star Surfer (3-Dimensionaly Mix)」                        | 水口哲也 、 玉井健二 、深野香 [ 9 ]  | A-bee                | metalmouse                  | 6:21 |
| 9.                                   | 「Heavenly Star (3-Dimensionaly Mix)」                      | 水口哲也 、 玉井健二 、深野香 [ 10 ] | 田中ユウスケ         | metalmouse                  | 4:35 |
| 10.                                  | 「Star Line (GRHN Mix)」                                    | 水口哲也 、 玉井健二 、深野香 [ 11 ] | 原田卓也             | 飛内将大                    | 4:16 |
| 11.                                  | 「Breeze (SYKZ Mix)」                                       | 水口哲也 、 玉井健二 、深野香 [ 12 ] | 田中ユウスケ         | 玉井健二、Satoshi Kumasaka  | 3:38 |
| 12.                                  | 「Maker (Child of Eden Mix)」                               | 水口哲也 、 玉井健二 、深野香 [ 13 ] | 岡本剛               | DJ Q'HEY                    | 7:19 |
| 13.                                  | 「Reaching for the stars ”alto - shuri Mix” ~KMSK groove~」 | 水口哲也 、 玉井健二 、深野香 [ 14 ] | 玉井健二、布花原健吉 | 玉井健二、Satoshi Kumasaka  | 3:14 |
| 14.                                  | 「Curiosity That's REMIX ~SKN vibes~」                      | 水口哲也 、 玉井健二 、深野香 [ 15 ] | 玉井健二、Akino.N    | 玉井健二、SEIJI SEKINE      | 4:32 |
| 15.                                  | 「Wonderland (Tumultuous Mix)」                             | 水口哲也 、 玉井健二 、深野香 [ 16 ] | 百田留衣、玉井健二   | 玉井健二、百田留衣          | 4:54 |
| 16.                                  | 「Good night (Revival Rhythm Mix)」                         | 水口哲也 、 玉井健二 、深野香 [ 17 ] | 野村陽一郎           | 玉井健二、古川貴浩          | 1:55 |
| 合計時間:                            | 合計時間:                                                   | 合計時間:                            | 合計時間:            | 73:30                       |      |

### DVD
「Revive」のミュージッククリップを収録。